# Балевил
Балевил (фр. Balléville) насеље је и општина у североисточној Француској у региону Лорена, у департману Вогези која припада префектури Нефшато.
По подацима из 2011. године у општини је живело 116 становника, а густина насељености је износила 18,56 становника/km². Општина се простире на површини од 6,25 km². Налази се на средњој надморској висини од 314 метара (максималној 427 m, а минималној 300 m).

## Демографија
| 1962. | 1968. | 1975. | 1982. | 1990. | 1999. | 2011. |
| ----- | ----- | ----- | ----- | ----- | ----- | ----- |
| 91    | 93    | 99    | 80    | 94    | 101   | 116   |

График промене броја становника у току последњих година